# Naja mandalayensis
Naja mandalayensis este o specie de șerpi din genul Naja, familia Elapidae, descrisă de Slowinski și Wolfgang Wüster în anul 2000. A fost clasificată de IUCN ca specie vulnerabilă. Conform Catalogue of Life specia Naja mandalayensis nu are subspecii cunoscute.